# ممنوع (فیلم ۱۹۳۲)
ممنوع (انگلیسی: Forbidden) فیلمی آمریکایی در سبک درام و رمانتیک به کارگردانی فرانک کاپرا است که در سال ۱۹۳۲ منتشر شد.

## بازیگران
- باربارا استانویک
- آدولف منژو
- رالف بلامی
- چارلز میدلتون
- دورتی پیترسون
- هنری آرمتا
- هری تاد
- کلاد کینگ